# Chích họng trắng nhỏ
Sylvia curruca là một loài chim trong họ Sylviidae.